# Republik der Alten Landschaft St. Gallen
Die Republik der Alten Landschaft St. Gallen war eine kurzlebige Republik während der Helvetik. Der Verlauf der französischen Revolution liess auch die Untertanen der Fürstabteil St. Gallen nicht unbeeinflusst. Die Unruhe im Land griff um sich. Neue Formen der wirtschaftlichen und politischen Freiheit trafen auf die Intentionen der Bewahrer des Alten. Nach einem Aufstand 1795 flackerte der Widerstand auf, getrieben durch den Gossauer Führer der Volksbewegung in der Alten Landschaft, und fand unter der weiblichen Bevölkerung deutliche Unterstützung. Die eidgenössischen Schirmorte gaben diesen Umtrieben nach, auch um einer französischen Intervention zuvorzukommen. 1797 wurde eine konstitutionelle Monarchie errichtet, doch der revolutionäre Funke hatte gezündet, und die Bevölkerung erkämpfte sich volle souveräne Rechte. Am 1. Februar 1798 übergab der Toggenburger Landvogt Karl Müller von Friedberg seine Vollmachten an die Landräte der Freien Republik. Am 14. Februar erklärte sich das Fürstenland zur "Freien Republik der Landschaft St. Gallen".
Nachdem Frankreich am 5. März in Berner Gebiet einmarschiert war, gaben die 13 regierenden Orte den Vogteien im Rheintal, dem Sarganserland und in den Herrschaften Sax, Werdenberg, Gams, Uznach und Gaster die Selbständigkeit. Die Jahrhunderte alte Ordnung war unter dem Eindruck der französischen Invasion innerhalb von zwei Monaten und ohne Blutvergießen zum Einsturz gebracht, ohne dass Frankreich darin verwickelt war. Getragen wurde die Veränderung von einer schmalen Mittelschicht aus Ärzten, Beamten, Juristen und Kaufleuten.
Es entstanden insgesamt acht Freistaaten. Die Landvögte zogen sich in die regierenden Orte zurück, und der St. Galler Fürstabt Pankraz Vorster floh nach Wien, wo er versuchte, eine Gegenrevolution zu organisieren. Die Hoffnung der acht Freistaaten, einer Invasion durch Frankreich zu entgehen, erfüllte sich nicht, und sie mussten sich der Einheitsverfassung für die Helvetische Republik unterwerfen. Die Stimmung schlug um. Wollte man 1797 die Geistlichkeit noch aus den Klöstern verjagen, beschloss am 24. April 1798 eine bewaffnete Versammlung von Männern den Zug in den Kampf. Die sich abzeichnende antizentralistische Front entstammte der starken Verwurzelung in Religion und regionaler Tradition. Der säkuläre Einheitsstaat gefährdete die katholische Religionsausübung. Die um ihren Einfluss bangende Geistlichkeit unterstützte die Angst vor dem Verlust der kleinräumigen und gesicherten Ordnung. Diese entlud sich in schwach bewaffneten Kriegszügen gegen die Franzosen und "französisch gesinnte Ketzer". Doch nach der Niederlage der Glarner im Gefecht bei Wollerau am 30. April 1798, an dem auch die Sarganserländer beteiligt waren, brach der Widerstand gegen die Franzosen zusammen. Am 29. April 1798 nahm auch die letzte Bürgerversammlung der Stadt Sankt Gallen die neue Verfassung an.